# Zanthoxylum quassiifolium
Zanthoxylum quassiifolium är en vinruteväxtart som först beskrevs av Donn. Smith, och fick sitt nu gällande namn av Standley & Steyerm.. Zanthoxylum quassiifolium ingår i släktet Zanthoxylum och familjen vinruteväxter. Inga underarter finns listade i Catalogue of Life.